# Национальный медицинский исследовательский центр сердечно-сосудистой хирургии имени А. Н. Бакулева

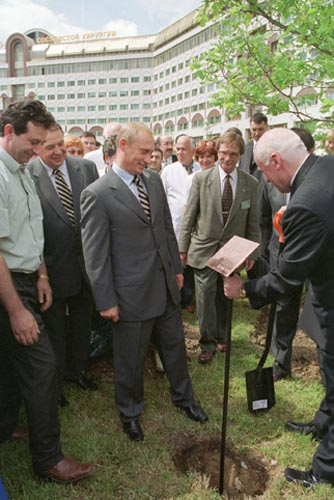
2002 год, Владимир Путин сажает дерево перед зданием Научного центра сердечно-сосудистой хирургии им. А. Н. Бакулева

ФГБУ Национальный медицинский исследовательский центр сердечно-сосудистой хирургии имени А. Н. Бакулева (ФГБУ «НМИЦ ССХ им. А. Н. Бакулева» Минздрава России) — медицинский комплекс в Москве, осуществляет лечебную, научную, педагогическую и организационную деятельность как головное учреждение страны по проблеме «Сердечно-сосудистая хирургия».
В состав НМИЦ ССХ им. А. Н. Бакулева входят два института:
- Институт кардиохирургии им. В. И. Бураковского.
- Институт коронарной и сосудистой хирургии.

## История
1 сентября 1955 года по распоряжению Совета Министров СССР и инициативе А. Н. Бакулева на базе одной городской больницы был учреждён Институт грудной хирургии. Институт располагался в двух палатах возглавляемой А. Н. Бакулевым клиники факультетской хирургии Второго Московского медицинского института. 1 марта 1956 года А. Н. Бакулев приступил к обязанностям исполняющего директора новообразованного института.
5 апреля 1961 года Институт грудной хирургии АМН СССР был реорганизован в Институт сердечно-сосудистой хирургии. В 1967 году после смерти А. Н. Бакулева институту было присвоено его имя.
30 марта 1992 года приказом-постановлением Минздрава России и Президиума РАМН образован комплекс, в состав которого вошли три института: Институт кардиохирургии им. А. Н. Бакулева, Институт коронарной патологии с сосудистой хирургией и Институт экспериментальной сердечно-сосудистой хирургии.
21 ноября 1997 года в новом комплексе на Рублевском шоссе была проведена первая операция. Официальное открытие состоялось через год, в ноябре 1998 года.
2005—2012 гг. в состав НЦССХ также входил Пермский институт сердца.
16 июля 2014 года был открыт специализированный реабилитационный центр для детей с врожденными пороками сердца до 18 лет.
29 июля 2015 года Центр перешел в ведение Министерства здравоохранения Российской Федерации. Установлено новое официальное наименование ФГБУ «НМИЦ ССХ им. А. Н. Бакулева» Минздрава России.
Руководители:
- Александр Николаевич Бакулев (1956—1958) — д. м. н., проф., академик АН СССР, академик АМН СССР, заслуженный деятель науки РСФСР
- Бусалов, Алексей Андреевич (1958—1959) — д. м. н., проф.
- Колесников, Сергей Алексеевич (1959—1966) — д. м. н., проф.
- Владимир Иванович Бураковский (1966—1994) — д. м. н., академик АМН СССР
- Лео Антонович Бокерия (1994—2019) — д. м. н., академик РАН и РАМН
- Елена Зеликовна Голухова (врио, с 2019, директор с 2021) — д. м. н., академик РАН

## Деятельность

### Лечебная работа
Специализация учреждения — диагностика, консервативное и хирургическое лечение заболеваний сердца и сосудов у всех возрастных групп больных, включая новорожденных детей. Центр разрабатывает методы хирургического лечения врождённых и приобретённых пороков сердца, ишемической болезни сердца, аритмии сердца, сосудистых заболеваний, терминальной сердечной недостаточности, комбинаций этих заболеваний. Также НМИЦ ССХ занимается реабилитацией больных вышеназванных категорий.
Работает отлаженная система дистанционного консультирования больных. На сайте Центра проводятся бесплатные медицинские консультации.

### Научно-организационная и учебная работа
На базе центра организовано обучение в ординатуре, аспирантуре и докторантуре, работает учебно-исследовательский центр «Современные медицинские технологии» и кафедра сердечно-сосудистой хирургии Российской медицинской академии последипломного образования. Функционирует студенческое научное общество, объединяющее студентов всех московских медицинских вузов, интересующихся кардиохирургией и кардиологией. В Центре регулярно проводятся различные научные конференции, такие как Всероссийский съезд сердечно-сосудистых хирургов, Всероссийский съезд аритмологов и другие. В 2011 г. Центр организовал проведение 60-го международного конгресса Европейского Общества сердечно-сосудистых хирургов (ESCVS). В мае 2018 года Центр организовал и провел 26-й съезд Азиатского общества сердечно-сосудистых и торакальных хирургов (ASCVTS).
Издательство Центра с 1997 г. выпустило более 200 изданий: монографий, атласов для врачей и т. д. Издательство выпускает Бюллетень НЦССХ им. А. Н. Бакулева «Сердечно-сосудистые заболевания», журналы, входящие в перечень ВАК: «Детские болезни сердца и сосудов», «Клиническая физиология кровообращения», «Креативная кардиология», «Грудная и сердечно-сосудистая хирургия», «Вестник лимфологии», «Анналы аритмологии».

### Производство
Наряду с медицинской и научно-образовательной деятельностью, в Центре организовано производство электрокардиостимуляторов, биологических искусственных клапанов сердца, протезов, а также форменной одежды для медиков.
В Центре функционирует православная Церковь Святого Луки (Войно-Ясенецкого).

## Признание достижений коллектива Центра
В марте 2000 г. в номинации «Наука, технология» Центр был удостоен высшей награды «Российский национальный Олимп» — общероссийской Общественной Премии.

## Имена

Памятник Бакулеву

- Владимир Владимирович Алекси-Месхишвили
- Александр Николаевич Бакулев
- Лео Антонович Бокерия
- Владимир Иванович Бураковский
- Сергей Валерьевич Горбаческий
- Владимир Николаевич Ильин
- Алексей Иванович Ким
- Анатолий Иванович Малашенков
- Евгений Николаевич Мешалкин
- Ренат Муратович Муратов
- Владимир Петрович Подзолков
- Владимир Семенович Работников
- Амиран Шотаевич Ревишвили
- Иван Иванович Скопин
- Георгий Эдуардович Фальковский
- Сергей Аркадьевич Шаноян